# Sarosa atritorna
Sarosa atritorna är en fjärilsart som beskrevs av Paul Dognin 1912. Sarosa atritorna ingår i släktet Sarosa och familjen björnspinnare. Inga underarter finns listade.